# 25906 Morrell
25906 Morrell este o planetă minoră (asteroid), cu un diametru de 10,621 km, din centura de asteroizi. A fost descoperită pe 27 decembrie 2000 la Stația Anderson Mesa de Lowell Observatory Near-Earth-Object Search. 
Obiectul prezintă o orbită caracterizată de o semiaxă mare de 3,1690884 UAi, o excentricitate de 0,23, o înclinație de 25,23458 ° în raport cu ecliptica.